# Ali Jabbari
Ali Jabbari (Teherán, Irán; 20 de julio de 1946) es un exfutbolista de Irán que jugaba en la posición de Centrocampista.

## Carrera

### Club
| Periodo   | Club    |
| --------- | ------- |
| 1963–1965 | Rahahan |
| 1965–1975 | Taj FC  |

### Selección nacional
Jugó para Irán de 1965 a 1974 con la que anotó 13 goles en 37 partidos. Ganó la copa Asiática en dos ocasiones y los Juegos Asiáticos de 1974, además de jugar en los Juegos Olímpicos de Múnich 1972.

## Logros

### Club
- Asian Champions League: 1

1970]
- Iranian Football League: 2

1970–71, 1974–75
- Liga de Teherán: 3

1969, 1970/71, 1972/73

### Selección nacional
- Copa Asiática: 2

1968, 1972
- Asian Games

- : 1

1974
- : 1

1966